# 绥阳站
绥阳站位于黑龙江省东宁市绥阳镇，是滨绥铁路和绥东铁路车站。车站作为牡绥铁路工程的一部分与2015年启用，同时滨绥老线上的绥阳站更名为绥阳南站。
绥阳站站房宽84.4米、进深21.6米建筑面积2987平方米；车站站场规模2台5线，通过旅客地道连接；另设有机待线2条、接触网工区线1条。